# Rivadávia Alvarenga Neto
Rivadávia Correa Drummond de Alvarenga Neto é administrador, professor, palestrante, escritor, consultor e conselheiro de empresas.
Foi eleito personalidade do ano de 2013 na área de educação em Minas Gerais, agraciado com a Medalha de Honra da Inconfidência Mineira e também com a Medalha Honra ao Mérito do Conselho Federal de Administração.
Seu mais recente livro “Fazendo a Inovação Acontecer: um guia prático para você liderar o crescimento sustentável da sua organização” foi lançado pela Planeta Livros em 2018.  É também autor dos livros  "Gestão do Conhecimento em Organizações: proposta de mapeamento conceitual integrativo" (Saraiva, 2008) e "Alair Martins: a aposta na confiança e no relacionamento" (Elsevier, 2013).
Atualmente  é Clinical Professor na W P Carey School of Business da  Arizona State University (ASU) e Associate Professor no Department of Industrial & Systems Engineering da  Hong Kong Polytechnic University.
É Sócio-Diretor da Rivadávia & Associados, ex-Reitor do Centro Universitário de Belo Horizonte (UniBH) , ex-Presidente da HSM. , ex-Partner e Board member do Grupo Anima de Educação e ex-Professor da Fundação Dom Cabral (FDC).
Conclui seu Pós-Doutorado na Faculty of Information Studies da University of Toronto, onde trabalhou com o Professor Chun Wei Choo em pesquisas sobre inovação, gestão do conhecimento e criação de contextos capacitantes em organizações do conhecimento.
O artigo resultante dessa pesquisa foi publicado no Jornal of Knowledge Management com o título "Beyond the BA: managing enabling contexts in knowledge organizations".
É Doutor, Mestre e Bacharel pela Universidade Federal de Minas Gerais (UFMG), além de especialista em Negócios Internacionais pelo IEC/PUC-MInas.
Venceu a votação popular promovida pelo The Economist e  pela Hult International Business School para a escolha do melhor professor de negócios do mundo no ano de 2012., não tendo sido classificado para a final.